# Sindrome falloidea

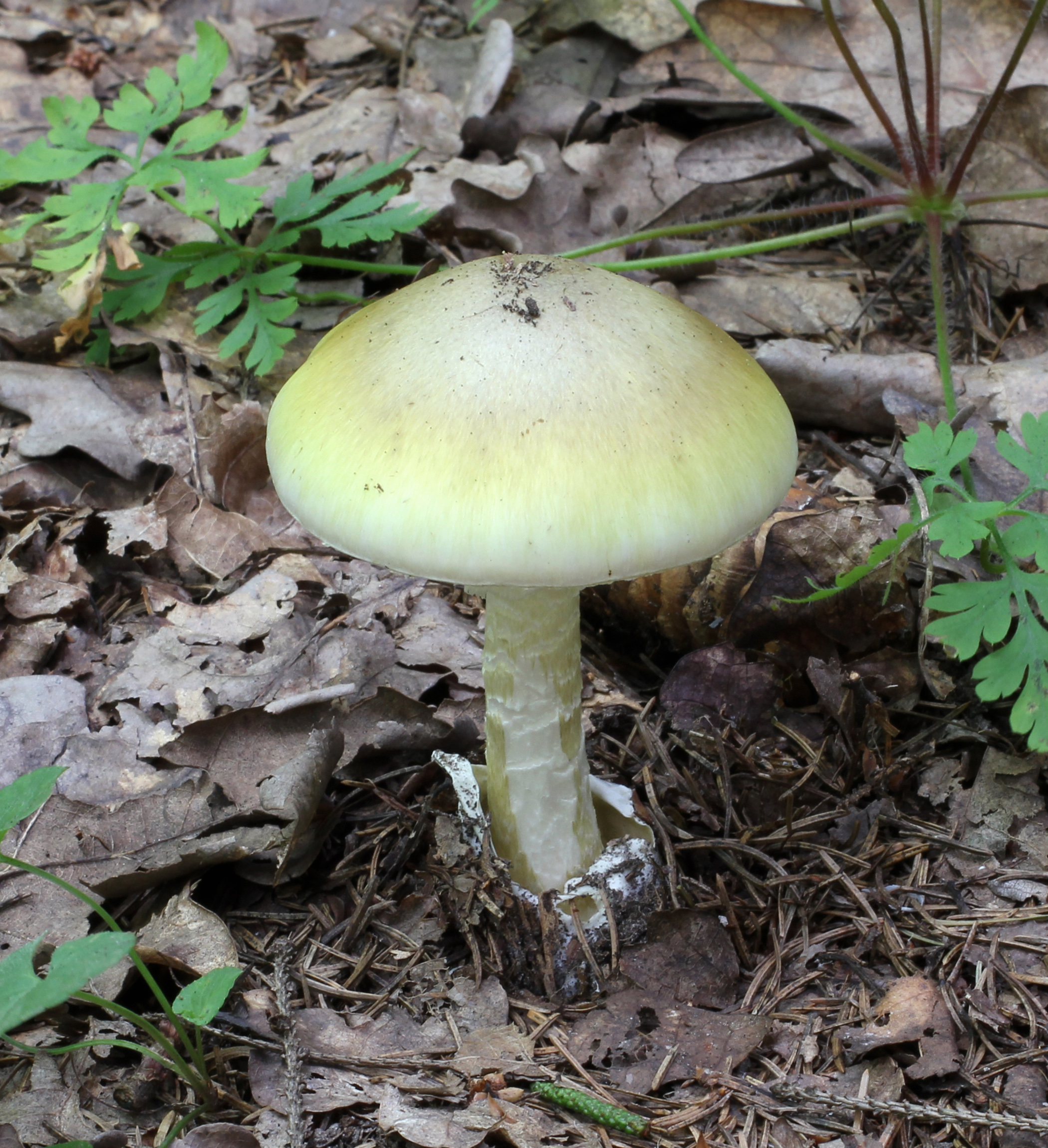
Amanita phalloides

La sindrome falloidea è un'intossicazione da funghi. È una sindrome a lunga latenza, al primo posto fra le cause di morte per danno renale e soprattutto epatico. I principi attivi che causano l'avvelenamento sono le amatossine, le fallotossine, la fallina, le virotossine e l'antanamide.
Le intossicazioni fungine causate da tossine diverse da quelle elencate, ma producenti un quadro clinico sovrapponibile, prendono il nome di sindromi parafalloidee.

## Cronologia dei sintomi
I primi sintomi si avvertono non prima di 6-12 ore e talvolta anche fino a 40 ore dal pasto. La dose letale per un uomo adulto con un peso di 70 kg è pari a pochi grammi di Amanita phalloides fresca.

## Quadro clinico
Presenta 4 fasi principali:
- fase di latenza: è il periodo di incubazione della tossina all'interno dell'organismo. La lunga latenza è spiegata dal fatto che le amatossine non hanno azione diretta contro le cellule enteriche del lato del lume intestinale, ma solamente dal loro lato vascolare dove giungono, solo in un secondo momento, per via ematica.

- fase gastrointestinale: si presenta con vomito incoercibile, diarrea profusa, sudorazione elevata e dolori addominali che possono perdurare anche per diverse ore. I sintomi possono causare complicanze secondarie come disidratazione con ipovolemia che, se non contenuta prontamente, può portare a gravi problemi a carico dei reni che possono sfociare in una insufficienza renale acuta e nei casi più gravi anche alla morte.

- fase epatica: si manifesta dopo circa 24-48 ore dall'ingestione ed è caratterizzata da un aumento vertiginoso delle transaminasi fino a valori di oltre 10.000 UI/l e della bilirubina. Successivamente, fin dalla 48-esima ora, si manifesta una riduzione della glicemia e dell'attività protrombinica. Nei casi di intossicazione più gravi si può assistere anche a un aumento delle alaninoaminotransferasi (ALAT), che possono superare i valori di 1.000 UI/l; nei casi meno gravi si può verificare un lento riassorbimento dell'intossicazione, con conseguente miglioramento dei sintomi, aumento dell'attività protrombinica e diminuzione dei valori della transaminasi.

- insufficienza epatica grave: si manifesta generalmente dopo 4-5 giorni dall'ingestione ed è caratterizzata da valori molto bassi di attività protrombinica e del fattore V di coagulazione. Le transaminasi in questa fase possono anche subire un calo, non per un miglioramento, ma come sintomo di una necrosi epatica massiva in corso, la cui prognosi è generalmente infausta.

L'esito mortale avviene generalmente per coma epatico accompagnato da insufficienza respiratoria, convulsioni e spesso ipoglicemia, insufficienza renale acuta, emorragie interne (soprattutto al tratto intestinale) e coagulopatia.

## Terapia
Se l'avvelenamento è diagnosticato in tempi brevi, è possibile scongiurare il decesso del paziente; tuttavia quest'ultimo, a seguito del danno epatico e renale riportato, dovrà ricorrere a emodialisi per malattia renale cronica e/o al trapianto dell'organo.
La terapia dell'avvelenamento acuto da Amanita phalloides comprende silibinina per via orale; 20-50 milligrammi per chilogrammo in 500 ml di soluzione di destrosio al 5 % da iniettare in vena ogni sei ore per un giorno. Può inoltre venir data penicillina in alto dosaggio. Entrambi i farmaci inibiscono l'incorporazione dell'amanitina nell'epatocita.

## Funghi che la determinano (elenco parziale)
- Amanita phalloides
- Amanita virosa
- Amanita verna
- Galerina marginata
- Lepiota brunneoincarnata
- Lepiota helveola

## Principi attivi
- Amatossine
- Fallotossina
- Fallina
- Virotossine
- Antanamide